# Literatura anarcocapitalista
El anarcocapitalismo ha sido objeto de un número de obras de literatura, tanto de no-ficción como de ficción. Además de las obras que discuten directamente sobre la anarquía según es planteada por la teoría anarcocapitalista, otros trabajos literarios ubicados dentro de la tradición libertaria se incluyen como predecesores del moderno anarquismo de mercado. Es el caso de obras de Bastiat, de Molinari, y otros que fueron escritos antes de que existieran los términos anarcocapitalismo o libertario. Debe tomarse en cuenta que el anarcocapitalismo ha sido influenciado por y entrelazado con la escuela austríaca de economía, lo que se refleja en las obras de Rothbard y otros.

## No ficción
La siguiente es una lista parcial de obras esenciales que tratan sobre anarcocapitalismo.
Aproximación austrolibertaria
- Murray N. Rothbard, fundador del anarcocapitalismo:
  - Man, Economy, and State Micro y macroeconomía austriaca,
  - Power and Market Clasificación de las intervenciones económicas estatistas,
  - The Ethics of Liberty Justificación moral de una sociedad libre,
  - For a New Liberty Esquema de cómo funcionaría una sociedad anarcocapitalista
- Hans-Hermann Hoppe
  - The Economics and Ethics of Private Property
  - A Theory of Socialism and Capitalism
  - Democracy: The God That Failed

Aproximaciones alternativas
- David D. Friedman, La maquinaria de la libertad Defensa consecuencialista clásica del anarcocapitalismo
- Bruce L. Benson: 
  - The Enterprise of Law
  - To Serve and Protect
- Randy E. Barnett, The Structure of Liberty Las fuerzas del mercado crean orden legal
- Anthony de Jasay, The State El Estado actúa por sus propios interés en contra de los intereses individuales
- Jan Narveson, You and The State Defensa contractualista del anarcocapitalismo
- Morris y Linda Tannahill, The Market for Liberty Un clásico sobre las agencias privadas de defensa

Visión general
- Edward P. Stringham, Anarchy and the Law Recopilación de los principales argumentos y estudios históricos sobre anarcocapitalismo

## Ficción
Algunos defensores del anarcocapitalismo piensan que este ha sido tratado en algunas obras literarias especialmente de ciencia ficción. Uno de los primeros ejemplos que exponen es la novela de Robert A. Heinlein The Moon Is a Harsh Mistress (1966), donde el autor describe lo que él llama "anarquismo racional", aunque no habla sobre el anarcocapitalismo.
Autores cyberpunk y post-cyberpunk fueron fascinados por la idea de la caída de la nación-estado. Muchas historias de Vernor Vinge, tales como Marooned in Realtime, describen sociedades anarcocapitalistas frecuentemente de una manera favorable. En las obras Snow Crash y The Diamond Age de Neal Stephenson, Jennifer Government de Max Barry, Down and Out in the Magic Kingdom de Cory Doctorow y The Probability Broach de L. Neil Smith, también se exploran las ideas anarcocapitalistas. La representación cyberpunk de estas sociedades puede variar desde lo más sombrío hasta el optimismo más gozoso y no necesariamente implica algo específico sobre los puntos de vista políticos del autor. En particular, Neal Stephenson evita las declaraciones políticas claras cuando es confrontado.